# Montigny-Lencoup
Montigny-Lencoup é uma comuna francesa localizada na região administrativa da Île-de-France, no departamento Sena e Marne. A comuna possui 1194 habitantes segundo o censo de 1990.